# Korem
Korem är en ort i Etiopien.   Den ligger i regionen Tigray, i den norra delen av landet, 400 km norr om huvudstaden Addis Abeba. Korem ligger 2 487 meter över havet och antalet invånare är 30 633.
Terrängen runt Korem är kuperad åt nordväst, men åt sydost är den bergig. Terrängen runt Korem sluttar österut. Runt Korem är det ganska tätbefolkat, med 179 invånare per kvadratkilometer. Det finns inga andra samhällen i närheten. Trakten runt Korem består till största delen av jordbruksmark.